# Анохина, Екатерина Тихоновна
Екатерина Тихоновна Анохина (1929—1998) — оператор башенных сушилок Воронежского завода фаянсовых изделий, Герой Социалистического Труда (1981).

## Биография
Родилась 2 октября 1929 года в селе Давыдовка Лискинского района Центрально-Чернозёмной области (сейчас это посёлок городского типа Лискинского района Воронежской области).
С 1949 по 1953 годы работала в колхозе имени К. Маркса Лискинского района Воронежской области.
С 1953 по 1954 годы — рабочая в столовой № 36 города Воронежа.
С 1955 по 1989 годы — оператор башенных сушилок Воронежского завода фаянсовых изделий.
Член КПСС с 1964 года.
Указом Президиума Верховного Совета СССР от 19 марта 1981 года за выдающиеся успехи, достигнутые в выполнении заданий десятой пятилетки и социалистических обязательств, Анохиной Екатерине Тихоновне присвоено звание Героя Социалистического Труда с вручением ордена Ленина и золотой медали «Серп и Молот».
В 1989 году вышла на пенсию.
Умерла 19 февраля 1998 года.

## Награды
- Герой Социалистического Труда (19.03.1981)
- Орден Ленина (28.07.1966) — за высокие трудовые достижения по итогам семилетнего плана (1959—1965)
- Орден Ленина (19.03.1981)
- Орден Трудовой Славы 3-й степени (21.04.1975) — за досрочное выполнение заданий девятой пятилетки (1971—1975)
- медали